# Šilhánky
Šilhánky este o arie protejată (arie specială de conservare — SAC, sit de importanță comunitară — SCI) din Republica Cehă întinsă pe o suprafață de 5,7 ha, integral pe uscat.

## Localizare
Centrul sitului Šilhánky este situat la coordonatele 49°14′49″N 15°25′25″E / 49.246944°N 15.423611°E.

## Înființare
Situl Šilhánky a fost declarat sit de importanță comunitară în noiembrie 2009 pentru a proteja 1 specie de animale. Situl a fost protejat și ca arie specială de conservare în iunie 2016.

## Biodiversitate
Situată în ecoregiunea continentală, aria protejată nu include niciun habitat protejat.
La baza desemnării sitului se află o specie protejată de  amfibieni: buhai de baltă cu burta roșie (Bombina bombina).